# 凹甲蝉虾属
凹甲蝉虾属（学名：Scammarctus）是蝉虾科下的一个属。本属由Holthuis于2002年设立，只有惟一一种：贝氏凹甲蝉虾 Scammarctus batei。

## 下属物种
本属包括以下物种：
- 贝氏凹甲蝉虾 Scammarctus batei (Holthuis, 1946)